# カンタベリー大主教
カンタベリー大主教（カンタベリーだいしゅきょう、Archbishop of Canterbury）は、カンタベリー大聖堂を主教座とするイギリス国教会の大主教である。
2025年1月7日付で第105代大主教のジャスティン・ウェルビーが退任したため、現在空位。
なお、大司教・大主教ともに英語では「Archbishop of Canterbury」だが、イギリス国教会のローマ・カトリックからの分離前はカトリックの翻訳で使用される「大司教」、それ以降は日本聖公会で使用される「大主教」を用いる。

## 概要
現在、大主教は主に次の4つの職務を兼ねるほか、職責により貴族院議員や教会、大学等での役職に就任する。イギリスでの人臣としては宮中席次第1位である。（第2位は大法官、第3位はヨーク大主教）
1. イングランド国教会において、ケント州東部を管轄するカンタベリー教区の主教。同教区は597年に設立されたイングランド教会内で最も古い教区である。カンタベリー大主教職は初代司教アウグスティヌスにちなんで「聖アウグスティヌスの椅子」とも呼ばれる。
2. イングランド国教会の42教区のうち、南部30教区を管轄するカンタベリー管区の長である大主教（the Metropolitan of the Province of Canterbury）。なお、1920年にウェールズ教会が発足するまでは、ウェールズ地方の4教区もカンタベリー管区に含まれていた。
3. イングランド教会における最高位の聖職者、宗教的な指導者。全イングランドの首座主教（the Primate of All England）として戴冠式や王族の結婚式などの儀式での役割を負う。（英国君主はイングランド国教会の最高統治者（英：the supreme governor of the church of England）とされる。）
4. 英国教会を起源とする聖公会の世界的組織であるアングリカン・コミュニオンの最上席の聖職者。全聖公会の首座主教の第一人者として、ランベス会議を開催している。

なお、イングランド国教会内では、次席であるヨーク大主教とともに別格の扱いを受けるが、後述の「カンタベリー首位権」により全イングランドの首座主教としてカンタベリー大主教が優先される。2025年1月からの空位期間中、大主教の役割はヨーク大主教及び一部の主教に委任されている。
カンタベリー大主教は、ヨーク大主教、他の24名の主教とともに、大主教職にある間、貴族院の議員となる。カンタベリー大主教の公邸はロンドンのランベス宮殿で、カンタベリーでは大聖堂に隣接するオールド・パレスである。

## 歴史
ローマ帝国のブリタンニア属州では、ロンディニウム（ロンドン）、エボラクム（ヨーク）、リンダム・コロニア（リンカン）、コリニウム・ドブノルム（サイレンセスター）の4か所に大司教座がおかれていたとされる。
5世紀から6世紀にかけて、グレートブリテン島に移住したゲルマン民族がアングロサクソン人として知られるようになると、カンタベリーを含むケントはアングロサクソンの支配域から見てヨーロッパ大陸との玄関口となり、交易・交通の要所でもあった。ケント王国の国王であったエゼルベルトはキリスト教徒の妻を持ち、自らもキリスト教徒に改宗した最初の王である。

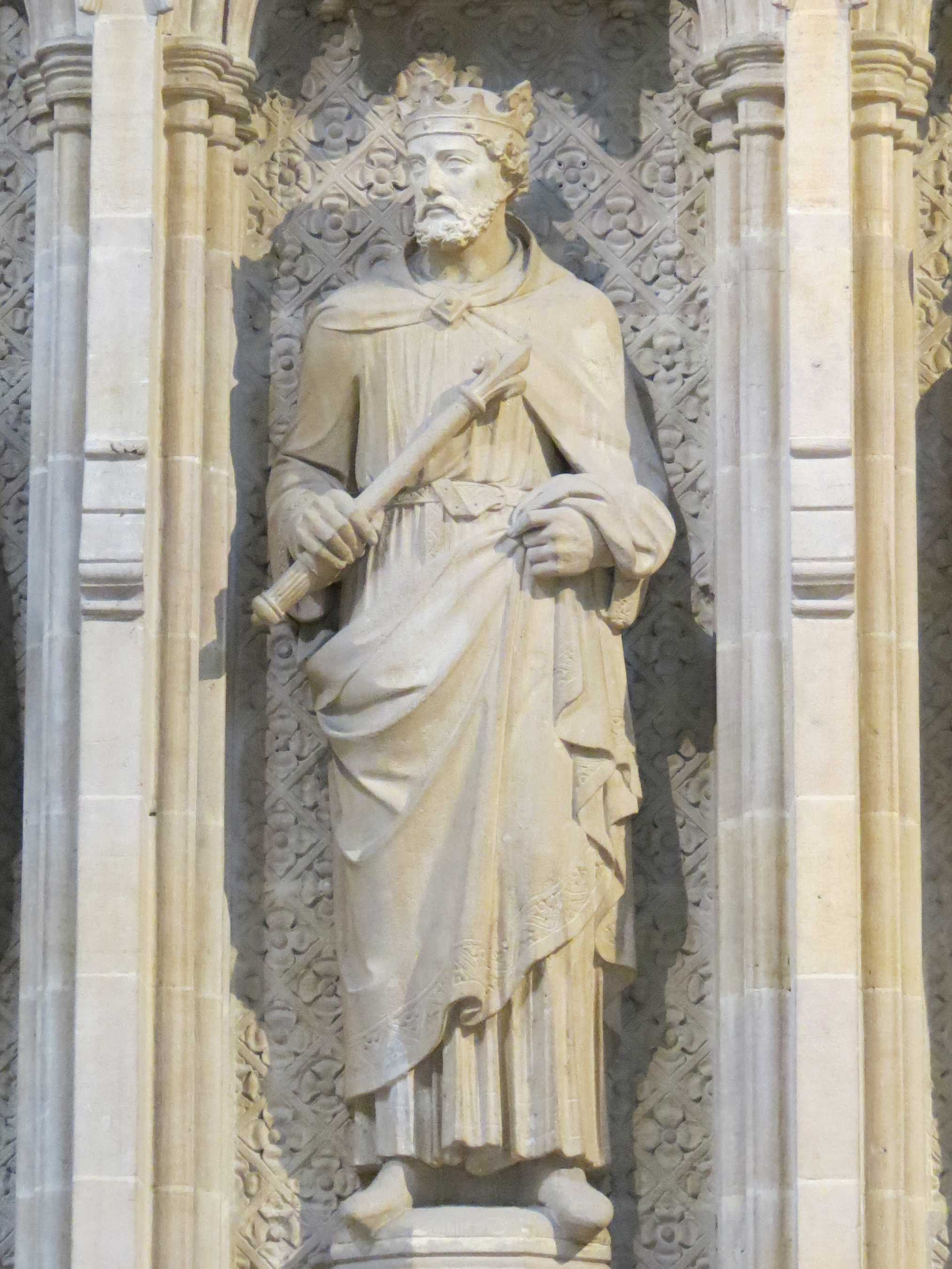
ケント州ロチェスターにあるロチェスター大聖堂内部のエゼルベルト像

エゼルベルトの在位中（580年代～616年）である597年にローマ・カトリック教会の教皇グレゴリウス1世からイングランド布教のため派遣されたアウグスティヌス（ヒッポのアウグスティヌスとは別人）がケントに到着し、エゼルベルトはキリスト教に改宗、カンタベリーに教会（現在では聖アウグスティヌス修道院として知られる）を建築し、ケントでの布教が進められた。

グレゴリウス1世は、イングランドでの司教座としてロンドンとヨークを想定していたが、ペラギウス主義など異端とされた勢力との関係や政治的な事情により、ロンドンではなくカンタベリーが選ばれ、アウグスティヌスが初代カンタベリー大司教となった。
1529年、イングランド王ヘンリー8世が国王至上法を発布し、自らをイングランド国教会の首長とすることでローマ・カトリック教会から離脱（1538年、教皇パウルス3世はヘンリー8世を破門）して以来、カンタベリー大主教を含むイングランド国教会の高位聖職者はイングランド王（後にはイギリス王）によって任命されるようになった。
現在では、イギリス首相の助言に基づいて君主（国王又は女王）により任命されることになっている。実際の選任はイギリス首相により、聖職者と信徒からなる委員会が選んだ2名の候補から選択される。20世紀以降は、高教会派と低教会派から1名ずつが候補となる。

## カンタベリー首位権
カンタベリー大主教が持つ、ヨーク大主教に対する優位権を「カンタベリー首位権（英：Primacy of Canterbury）」という。
ローマ属州時代に起源をもつヨークの大司教は、アングロサクソンによる征服を経て一時断絶するが、アウグスティヌスの宣教団のメンバーであったパウリヌスが初代司教となり、767年には教皇ハドリアヌス1世によりヨーク大司教に叙階されたエグベルトがイングランド北部の司牧権を確立した。

1066年から1071年にかけてのノルマン・コンクエスト後、イングランド国教会において、カンタベリー大司教がヨーク大司教及びその管轄教区に対して首位権（統治・管轄権）を持つかどうかをめぐる「カンタベリー・ヨーク紛争」が発生する。歴代の教皇やイングランド王を巻き込んでの紛争は300年弱という長期間にわたった。
紛争は、イングランド王ウィリアム1世が、ノルマン人ではじめてのカンタベリー大司教となったカンタベリーのランフランクスに対して、当時のヨーク大司教の甥であるトマス2世をヨーク大司教に叙階するように提案したことをきっかけに始まった。ランフランクスがトマスに対して、自身を首座主教として服従するように要求したところ、当初トマスは服従を拒否したが、のちに請願を立てて服従を誓った。しかし、カンタベリー側が上位聖職者の監督権に基づく無条件での服従と主張したのに対して、ヨーク側はランフランクスに対する個人的な服従であり、カンタベリー大司教の首位権を認めたものではないと主張し、論争となった。1071年に両大司教がローマを訪問した際に論争が蒸し返されるとともに、ヨーク大司教トマスはカンタベリー大司教が管轄していた3つの教区についての管理権も主張した。

その後、カンタベリー側は新しいヨーク大主教への聖別を拒否する、ヨーク側は教皇庁への直訴により対抗しようとするなど対立が続き、教皇やイングランド王による仲裁や裁定により、ときの両大主教間での上下関係が定義されることもあったが、政治的な問題から内容が曖昧なものであったり、単に「先任者を優位とする」というその場しのぎのものであったりしたため、次代の大主教が任命されると、論争の蒸し返しが繰り返された。

1352年、教皇インノケンティウス6世が、カンタベリー大司教に「全イングランドの首座司教（the Primate of All England）」の称号を与え、ヨーク大司教に対しても「イングランドの首座司教（the Primate of England）」の称号保持を確約する等の裁定を行うことで、カンタベリー大司教の優位が確定した。この取り決めは、ヘンリー8世によってイングランド国教会が成立した以降も、議会によって認められて現在に至る。